# David Bottrill
David Bottrill – kanadyjski producent muzyczny, zdobywca trzech nagród Grammy.

## Wybrana dyskografia(producent)
- David Sylvian & Robert Fripp – The First Day (1993)
- King Crimson – Thrak (1995)
- Tool – Ænima (1996)
- Ultraspank - Ultraspank (1998)
- dEUS – The Ideal Crash (1999)
- Tool – Salival (2000)
- Tool – Lateralus (2001)
- Muse – Origin of Symmetry (2001)
- Flaw – Through the Eyes (2001)
- Mudvayne – The End of All Things to Come (2002)
- Silverchair – Diorama (2002)
- Erase the Grey - 27 Days EP (2002)
- Godsmack – Faceless (2003)
- V Shape Mind - Cul-De-Sac (2003)
- I Mother Earth - The Quicksilver Meat Dream (2003)
- Flaw – Endangered Species  (2004)
- Staind – Chapter V (2005)
- Coheed and Cambria – Good Apollo (2005)
- Blackbud - From the Sky (2006)
- Fair to Midland – Fables From a Mayfly: What I Tell You Three Times is True (2006)
- Placebo – Battle for the Sun (2009)
- AFI – ósmy album (2009)